# 全日本学生空手道連盟
一般社団法人全日本学生空手道連盟（ぜんにほんがくせいからてどうれんめい）は、学生空手道を統括する団体であり、全日本空手道連盟に加盟している。事務局は大阪市に所在する。大学スポーツ協会（UNIVAS）に加盟している。

## 沿革

### 黎明期
試合制度のなかった当時、大学間の交流はまだまだ少なく、殊に流派が異なればその機会は少なかった。極くまれに一部の大学間で行われる交歓稽古や、各流派連盟主催の演武大会や合同稽古の観戦ぐらいのものであった。
このような時期、1941年の春に「明治大学空手部公認記念、全日本学生空手道演武大会」が開かれた。
その場所は明治大学記念舘で、参加校は関東、関西より１４校が集まった。この中には松濤館流、和道流、剛柔流、糸東流という、いわゆる四大流派に所属する主な大学が参集し、それぞれの得意とする技を競い合い、披露した。
空手流派を超越した行事の嚆矢と言える
。

### 前身団体
同名の前身団体は流派を横断した空手道の全国組織としては日本最古の団体で、1950年に結成された。
全国の大学生間において流派対抗の自由組手による交歓試合などが活発に行なわれた。しかし、当時の交歓稽古は対抗意識が強すぎてかなり野蛮なところがあり、時にはスポーツ精神に反するようなこともあったという。1957年、初めてスポーツとしての競技法則にのっとることを目指して第 1 回全日本学生空手道選手権大会が開かれた。参加校 56 校。明治大学が慶応大学と接戦の末、優勝の栄冠を勝ち取った。翌年には全日本学生個人選手権も開催され、立命館大学・三本同が優勝した。この年は団体戦の全国大会でも初参加の立命館大学が優勝している。以後、競技大会の気運が盛り上がった。それでもまだ、敗北が確定したチームの大将が故意に相手に突き蹴りを当ててケガをさせるような場面もあり、競技大会全体としてはやはり問題があった。試合化以前の問題として、日常の部活動でも訓練の行き過ぎで死傷者を出すような大問題を引き起こすことがあった
。

### 後継団体
文部省は大学空手部の体質を憂慮し全国的な実情調査を行なうとともに、学生空手道の健全な育成をうながすべく関係者に働きかけた。
この文部省の指導的斡旋により 1963年、学生連盟は早稲田大学空手部の創立以来の部長であり早稲田大学総長でもあった大浜信泉を会長に迎えて再発足することになったのである。競技上の問題については、流派を超えて大学OBらが自主的に協力し、実験的な練習会を積み重ね、審判制度の確立と普及に尽力した。
これらはすべて全日本空手道連盟の設立に先立つものである。

## 主催大会

### 全日本学生選手権大会
全日本学生選手権大会は毎年6月末もしくは7月上旬の2日に開催され、大会は男女組手競技と形競技の個人戦。開催は姫路市立中央体育館で実施。

### 全日本大学選手権大会
全日本大学選手権大会は毎年11月下旬の日曜日に開催され、大会は男女組手競技と形競技の団体戦。UNIVAS CUP指定大会。柔道・剣道の優勝大会に相当。開催は日本武道館で実施。2019年はスカイホール豊田で開催。